# Mysteria seabrai
Mysteria seabrai é uma espécie de coleóptero da tribo Mysteriini (Anoplodermatinae). Com distribuição restrita à Argentina.